# Herr, deine Augen sehen nach dem Glauben
Herr, deine Augen sehen nach dem Glauben, BWV 102, è una cantata sacra di Johann Sebastian Bach.
La compose a Lipsia per la decima domenica dopo la Trinità e la eseguì per la prima volta il 25 agosto 1723.

## Storia e testo
La cantata del terzo ciclo annuale di Bach a Lipsia fu scritta per la decima domenica dopo la Trinità. Le letture prescritte per la domenica erano dalla Prima Lettera ai Corinzi, doni diversi, ma un solo spirito (1 Cor. 12:1-11), e dal Vangelo secondo Luca, il quale Gesù annuncia la distruzione di Gerusalemme e la purificazione del Tempio (Luca 19:41-48).
Le parole della cantata si collegano solo generalmente alle letture, chiedendo all'anima di ritornare immediatamente sulle vie di Dio. Due movimenti sono basati su parole bibliche, il ritornello di apertura su Geremia 5:3, il quarto movimento su Romani 2:4–5. Chiudono la cantata i versi 6 e 7 dell'inno "So wahr ich lebe, spricht dein Gott" (Come vivo, dice il tuo Dio) di Johann Heermann (1630), cantato sulla melodia del "Vater unser im Himmelreich" (Padre Nostro) di Martin Lutero. Le parole della poesia libera sono state attribuite a diversi autori: C. S. Terry suggerisce Christian Weiss, Werner Neumann suggerisce Christiana Mariana von Ziegler, mentre Walther Blankenburg suggerisce Christoph Helm.
Bach eseguì per la prima volta la cantata il 25 agosto 1726.

## Organico e Struttura
La cantata è composta da solisti di contralto, tenore e basso e un coro a quattro parti (soprano, contralto, tenore e basso), flauto traverso, due oboi, due violini, viola e basso continuo. I sette movimenti sono strutturati in due parti, la seconda parte da eseguire dopo il sermone.
1. Coro: Herr, deine Augen sehen nach dem Glauben
2. Recitativo (basso): Wo ist das Ebenbild, das Gott uns eingepräget
3. Aria (contralto): Weh der Seele, die den Schaden nicht mehr kennt
4. Arioso (basso): Verachtest du den Reichtum seiner Gnade Parte seconda (sermone)
5. Aria (tenore): Erschrecke doch, du allzu sichre Seele
6. Recitativo (contralto): Beim Warten ist Gefahr
7. Corale: Nun, ich weiß, du wirst mir stillen, mein Gewissen, das mich plagt